# Centrum Kultury Śląskiej w Świętochłowicach
Centrum Kultury Śląskiej (CKŚ) w Świętochłowicach – instytucja kultury Urzędu Miejskiego w Świętochłowicach, mająca na celu propagowanie kultury śląskiej, powołana do życia 1 stycznia 2004 z połączenia dwóch domów kultury: w Lipinach (CKŚ Grota – dawny DK Grota) i na Zgodzie (CKŚ Zgoda – dawny Dom Kultury Huty Zgoda w Świętochłowicach).
CKŚ organizuje wszelkiego rodzaju koncerty, wystawy, przedstawienia i konferencje.
Dawniejszy Dom Kultury Huty „Zgoda” został wybudowany w latach 1954–1955 w stylu nawiązującym do manieryzmu. W gmachu znajduje się bogato zdobiona (stiuki, sztukaterie, pilastry) sala widowiskowa na 400 miejsc. Na suficie umieszczony jest plafon z malarskim wyobrażeniem śląskiej zabawy ludowej autorstwa Edmunda Czarneckiego.
Przy Centrum Kultury Śląskiej obecnie działa:
Zgoda:
- Klub krótkofalowców
- Filia Miejskiej Biblioteki Publicznej nr 5
- Kawiarnia Fenix

Lipiny:
- Filia Miejskiej Biblioteki Publicznej nr 6
- Polski Związek Emerytów i Rencistów i Inwalidów 1 oddział Świętochłowice
- Klub Seniora koło Lipiny
- Klub Seniora KWK „Śląsk”
- Klub Polskiego Związku Hodowców Gołębi Pocztowych (oddział Świętochłowice)
- Związek Kombatantów Rzeczpospolitej Polskiej Byłych Więźniów Politycznych

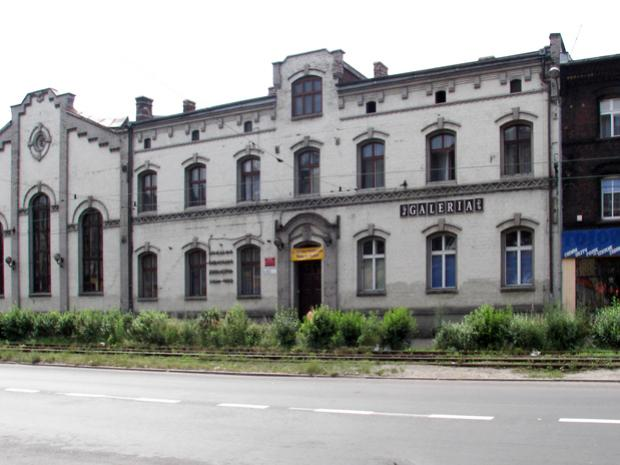
CKŚ o. Lipiny